# Rada Stanu (Królestwo Polskie)
Rada Stanu – organ władzy Królestwa Polskiego, w roku 1815 w zmienionej postaci przejęty z ustroju Księstwa Warszawskiego.
Konstytucja Królestwa Polskiego stanowiła, iż Rada Stanu dzielić się będzie na Ogólne Zgromadzenie Rady Stanu i na Radę Administracyjną; z czasem Ogólne Zgromadzenie Rady Stanu zwyczajowo nazywano Radą Stanu.

## I Rada Stanu
I Rada Stanu składała się z 5 ministrów resortowych, z 9 radców stanu zwyczajnych i radców stanu nadzwyczajnych – które to tytuły zawdzięczali monarsze; oprócz nich w skład wchodzili referendarze stanu.
Do kompetencji I Rady Stanu należało przygotowywanie projektów ustaw sejmowych i dekretów królewskich; ona też pod sąd oddawała urzędników publicznych za przestępstwa urzędnicze; była także sądem kompetencyjnym i administracyjnym.
Przestała funkcjonować w czasie powstania listopadowego.

## II Rada Stanu
II Rada Stanu została reaktywowana Statutem Organicznym wydanym przez Mikołaja I w roku 1832. Rada Stanu powołana została sankcją carską 24 grudnia 1832, ukonstytuowała się 1 maja 1833, została rozwiązana 18 września 1841.

### Przewodniczący
W zastępstwie namiestnika:
- Józef Rautenstrauch (1833)
- Nikita Pietrowicz Pankratiew (od 12 kwietnia 1833 do 1836)
- Jewgienij Aleksandrowicz Gołowin (od 1836 do 1837)
- Roman Fiodorowicz Fuhrmann (od 1837 do 1841)

### Członkowie
- Stanisław Grabowski od 15 kwietnia 1833
- Feliks Józef Czarniecki od 14 kwietnia 1833
- Maksymilian Jabłonowski od 14 kwietnia 1833
- Walenty Radziwiłł  od 14 kwietnia 1833
- Aleksander Colonna-Walewski od 14 kwietnia 1833
- Jan Jezierski od 14 kwietnia 1833
- Ernest Faltz od 14 kwietnia 1833
- Nikita Pietrowicz Pankratiew od 24 kwietnia 1833 do 28 czerwca 1838
- Józef Kalasanty Szaniawski od 5 sierpnia 1833
- Michał Włodek od 19 sierpnia 1833
- Adam Ożarowski od 7 października 1833
- Franciszek Stanisław Potocki od 7 października 1833
- Zygmunt Kurnatowski od 12 lipca 1836
- Antoni Meliton Rostworowski od 16 października 1836
- Aleksiej Pietrowicz Tołstoj od 18 listopada 1838
- Nikołaj Okuniew od 18 listopada 1838
- Ignacy Turkułł od 1840[1]

W jej skład wchodzili trzej dyrektorzy, a nie pięciu ministrów, jak w pierwszej – a to dlatego, że zniesiono 2 komisje: Wojny oraz Wyznań Religijnych i Oświecenia Publicznego; oprócz nich w Radzie byli jeszcze kontroler generalny Najwyższej Izby Obrachunkowej, radcy stanu i inne osoby powoływane przez króla.
Ze względu na zniesienie przez Statut Organiczny Sejmu, w Radzie Państwa w Petersburgu został utworzony Departament do Spraw Królestwa Polskiego, do którego trafiały wszelkie projekty. Taka operacja spowodowała ograniczenie polegające na niemożności stanowienia budżetu przez Radę. Oprócz tej ułomności Rada utraciła na rzecz króla możliwość oddawania urzędników pod sąd.
Mimo iż zakres działania Rady był już mocno okrojony, to i tak sam fakt jej istnienia był niejako przejawem odrębności ustrojowej Królestwa.
Dlatego w roku 1841 Rada Stanu została zniesiona przez carski ukaz.
Na jej miejsce powołano departament IX i X do spraw sądownictwa cywilnego i karnego, które to zbierały się pod nazwą Warszawskich Departamentów Rządzącego Senatu.

## III Rada Stanu
Ukazami z 1861 roku zniesione zostało Ogólne Zebranie Warszawskich Departamentów Senatu rządzącego i Heroldia Królestwa Polskiego. W ich miejsce powołana została trzecia Rada Stanu Królestwa Polskiego. Zwoływane przynajmniej raz w roku Zgromadzenie Ogólne Rady Stanu rozpatrywało projekty prawodawcze, budżet i sprawozdania naczelnym organów administracji resortowej. Dokumenty z posiedzeń Zgromadzenia Ogólnego wraz z ich rosyjskim tłumaczeniem przekazywano panującemu.
Stale funkcjonowały 4 wydziały Rady: Prawodawczy, Sporny, Skarbowo-Administracyjny oraz Próśb i zażaleń, przygotowując sprawy na posiedzenie Zgromadzenia Ogólnego. Trzy pierwsze wydziały tworzyły tzw. skład sądzący Rady Stanu.
Została zlikwidowana w 1867 w wyniku dążeń unifikacyjnych. 

## I wojna światowa
Okupujący Królestwo Polskie Niemcy i Austro-Węgry powołały pod koniec 1916 r. fasadową tymczasową Radę Stanu w Królestwie Polskim. W 1918 r. powołana została zaś Rada Stanu – quasi-parlamentarny organ kontrolowanego przez państwa centralne Królestwa Polskiego.